# Raimo Lindholm
Raimo Lindholm, né le 17 novembre 1931, à Helsinki, en Finlande, et mort le 20 novembre 2017 est un joueur finlandais de basket-ball.